# Trials of Mana (jeu vidéo, 2020)
 (juillet 2025).
La mise en forme du texte ne suit pas les recommandations de Wikipédia : il faut le « wikifier ».
Les points d'amélioration suivants sont les cas les plus fréquents. Le détail des points à revoir est peut-être précisé sur la page de discussion.
- Les titres sont pré-formatés par le logiciel. Ils ne sont ni en capitales, ni en gras.
- Le texte ne doit pas être écrit en capitales (les noms de famille non plus), ni en gras, ni en italique, ni en « petit »…
- Le gras n'est utilisé que pour surligner le titre de l'article dans l'introduction, une seule fois.
- L'italique est rarement utilisé : mots en langue étrangère, titres d'œuvres, noms de bateaux, etc.
- Les citations ne sont pas en italique mais en corps de texte normal. Elles sont entourées par des guillemets français : « et ».
- Les listes à puces sont à éviter, des paragraphes rédigés étant largement préférés. Les tableaux sont à réserver à la présentation de données structurées (résultats, etc.).
- Les appels de note de bas de page (petits chiffres en exposant, introduits par l'outil «  Source ») sont à placer entre la fin de phrase et le point final[comme ça].
- Les liens internes (vers d'autres articles de Wikipédia) sont à choisir avec parcimonie. Créez des liens vers des articles approfondissant le sujet. Les termes génériques sans rapport avec le sujet sont à éviter, ainsi que les répétitions de liens vers un même terme.
- Les liens externes sont à placer uniquement dans une section « Liens externes », à la fin de l'article. Ces liens sont à choisir avec parcimonie suivant les règles définies. Si un lien sert de source à l'article, son insertion dans le texte est à faire par les notes de bas de page.
- La présentation des références doit suivre les conventions bibliographiques. Il est recommandé d'utiliser les modèles {{Ouvrage}}, {{Chapitre}}, {{Article}}, {{Lien web}} et/ou {{Bibliographie}}. Le mode d'édition visuel peut mettre en forme automatiquement les références.
- Insérer une infobox (cadre d'informations à droite) n'est pas obligatoire pour parachever la mise en page.

Pour une aide détaillée, merci de consulter Aide:Wikification.
Si vous pensez que ces points ont été résolus, vous pouvez retirer ce bandeau et améliorer la mise en forme d'un autre article.
Cet article concerne le remake de 2020. Pour le jeu original, voir Trials of Mana.
Trials of Mana est un jeu vidéo d'Action-RPG développé par Xeen et publié par Square Enix, sorti sorti en 2020 sur Microsoft Windows, Nintendo Switch et PlayStation 4. Une version mobile est sortie l'année suivante. Il s'agit d'un remake en 3D du jeu du même nom publié sur la plateforme Super NES et c'est le troisième jeu de la série Mana. Le jeu suit l'aventure de six personnages, leur quête pour obtenir l'Épée de mana et leur combat contre des ennemis menaçant l'humanité. Le joueur peut contrôler trois des six personnages proposés, naviguer dans différents paysages, combattre les ennemis en temps réel et grimper dans l'échelle des classes de personnages. Un nouveau chapitre contenant une classe supplémentaire qui se déverrouille après la fin du jeu a été ajouté.
Ce remake a été conçu en 2017, lors de la production du remake de Secret of Mana (1993). La production de Trials of Mana répond à la demande de joueurs occidentaux, car le jeu original n'avait pas été distribué à l'étranger. Au départ, le remake devait reprendre l'aspect multijoueur du jeu original, mais les développeurs ont plutôt opté pour une expérience solo en 3D qui a amélioré certains aspects du jeu et ajouté du contenu tout en restant fidèle à la vision d'ensemble. La bande son originale a été composée par une équipe sous la direction d'Hiroki Kikuta.
Le remake a été annoncé à l'E3 2019, et nécessitait une traduction en huit langues différentes. La réception du jeu à la sortie a été généralement positive, avec des éloges des scènes de combat et de la nouvelle bande-son. Néanmoins certains lui ont reproché la piètre qualité de son doublage en anglais et certains éléments démodés. Il s'est vendu au-delà des attentes de Square Enix, avec plus d'un million d'exemplaires dans le monde en février 2021.

## Système de jeu et intrigue
Trials of Mana est un jeu type action RPG dans lequel le joueur contrôle trois protagonistes sur six au choix ; alors que chacun commence par son propre récit, ils sont entraînés dans une seule et même quête pour vaincre les Bénévodons et sauver l'arbre de mana . Il s'agit d'un remake en 3D du jeu du même nom publié sur la plateforme Super NES ,. La narration en général et les principes de base du gameplay restent les mêmes, mais repensés pour une carte du monde en 3D dans laquelle il est possible de se déplacer . Pendant l'exploration, le joueur peut rencontrer d'autres personnages qu'il peut jouer à la fois avant leur recrutement et à divers endroits s'ils restent en dehors du groupe . Lorsqu'il rencontre un personnage jouable sélectionné, le joueur a la possibilité de visionner une cinématique expliquant son passé ou bien de jouer lui-même le prologue de ce personnage .
Les personnages choisis par le joueur naviguent dans la carte du monde et se battent contre des ennemis dans des combats en temps réel, . Pendant l'exploration, le joueur peut trouver des objets, des coffres au trésor et des zones cachées ; une récompense courante est la pièce d'or, la monnaie du jeu. Le groupe se bat en utilisant des attaques de mêlée légères ou puissantes à courte portée, des compétences spéciales spécifiques aux personnages débloquées via le système de niveau, des compétences de classe de personnage différentes en fonction du niveau et des attaques combinées entre les trois personnages,,. Combattre des ennemis rapporte des points d'expérience, qui augmentent la santé (PV) et la magie (PM) d'un personnage. Il gagne également des points d'évolution, qui sont ajoutés à des attributs spécifiques pour débloquer de nouvelles compétences. La « compétence » est un nouveau système implanté dans le jeu. Les compétences qui peuvent être débloquées sont des attaques spéciales et des buffs passifs. Les compétences partagées sont des capacités passives qui peuvent être utilisées par n'importe quel personnage, tandis que les attaques de classe sont automatiquement débloquées et appliquées lors d'un changement de classe .
Pendant le jeu, le joueur peut trouver divers objets, allant de l'argent à des moyens de guérison et des éléments qui ont un impact sur les statistiques du joueur ou celles de l'ennemi. On trouve également des graines d'objets, qui peuvent être plantées dans un pot magique que l'on peut trouver dans chaque ville. Il existe différentes classes de graines d'objets qui produisent des objets en fonction de leur qualité, et un système de « niveau » (sur le pot magique) qui a un impact sur la fréquence des drops de graines d'objets et de leur qualité. Un personnage récurrent de la série appelé P'tit Cactus est caché dans différents endroits de la carte du monde. Le trouver apporte des récompenses à l'équipe. Une fois l'histoire principale terminée, une histoire d'après-jeu contenant une nouvelle classe est déverrouillée, et une fois celle-ci terminée, les joueurs peuvent sélectionner Nouveau jeu + pour transférer le niveau de leur personnage, les objets communs et certains objets de collection dans une nouvelle partie .

## Développement
Lors de sa sortie initiale, la version Super NES de Trials of Mana n'a été jouable qu'au Japon et a été publié sous le nom de Seiken Densetsu 3 . Au fil des années, notamment à la suite de la sortie de Collection of Mana, une compilation des trois premiers jeux de la série Mana en 2017 au Japon, la demande pour une version occidentale s'est accrue. Lors de la production du remake en 3D de Secret of Mana, le producteur de la série Masaru Oyamada a décidé avec le producteur du remake Shinichi Tatsuki d'exporter le jeu à l'étranger en tant que remake . La production a commencé en 2017. Alors que le remake de Secret of Mana est assez fidèle à l'original, Trials of Mana est conçu pour ressembler davantage à un nouveau jeu. Le remake a été principalement développé par Xeen, qui avait déjà travaillé avec Square Enix sur Final Fantasy XV . La production a été supervisée par les employés qui avaient travaillé sur la série Mana de Square Enix . Le but principal du remake est de capitaliser sur la nostalgie de l'original tout en innovant et en s'adaptant au nouveau design. Le jeu est conçu avec la matrice Unreal Engine . Le titre anglais est choisi en consultation avec le créateur de la série, Koichi Ishii ; il fait à la fois référence aux épreuves que les personnages doivent passer, et aux lettres "tri" qui représentent le chiffre 3, .
Lors de la conception de Trials of Mana, les développeurs prennent en compte les commentaires des fans sur le remake de Secret of Mana .  Ils le développent comme s'il s'agissait d'un nouveau jeu. La première version du jeu est plus fidèle à l'original, avec une vue descendante sur le paysage. Cette solution jugée inadaptée, les développeurs reprennent leur travail à zéro,. Le système de combat est alors recréé en utilisant un système basique, mais les développeurs décident d'ajouter de nouveaux éléments tels que des attaques fortes et faibles, des combos, des sauts, des esquives, la possibilité de changer d'arme et d'autres éléments tels que le système de classe,,. Le système de combat de la première version était plus fidèle à l'original, mais peu pratique . Le système d'Intelligence Artificielle du jeu est modifié par rapport à l'original, qui avait fait l'objet de critiques. Bien que principalement en 3D, les développeurs ont inclus des sections à défilement horizontal en hommage à des scènes similaires dans le jeu original. Le multijoueur, une fonctionnalité du jeu original, est envisagé pour être inclus dans le remake mais après avoir examiné plusieurs concepts utilisant le multijoueur en ligne, les développeurs se rendent compte que ce système est inadapté. Il est alors abandonné afin de créer une expérience solo plus sophistiquée,.
Le récit de base reste le même. De nouvelles interactions entre les personnages et d'autres éléments sont introduits pour étoffer le récit , . Détailler les personnages a été un défi clé pour ce jeu. Alors que le script original était assez simple et avait beaucoup de sauts d'humeur, le script révisé du remake introduit plus de nuances dans les dialogues. Les développeurs ont prêté beaucoup d'attention au doublage. Plusieurs vérifications ont été effectuées à la fois sur les scripts et pendant le processus d'enregistrement afin que l'interprétation des personnages corresponde à leurs personnalités. Les personnages ont été repensés par l'artiste Haccan, qui avait conçu les personnages pour le remake de Secret of Mana.  Haccan a adapté les conceptions de personnage originales d'Ishii et Nobuteru Yūki, et les a retravaillés avec l'aide d'Ishii afin que les graphismes soient plus modernes. Le modèle des personnages est conçu pour respecter les illustrations d'Haccan. Le jeu original utilisait du pixel art et permettait des expressions exagérées avec de grosses têtes sur des corps plus petits. Les développeurs ne souhaitaient pas reproduire cette méthode en 3D. Par conséquent les expressions et les interactions des personnages ont donc dû être complètement refaites. Les classes de personnages ont été repensées en utilisant le pixel art de jeu original comme base et en ajustant les couleurs pour mieux s'adapter aux personnalités des différents personnages.
La bande son, composée à l'origine par Hiroki Kikuta, est arrangée par Tsuyoshi Sekito, Koji Yamaoka, Ryo Yamazaki et Sachiko Miyano. Kikuta supervise les arrangements et la bande son originale demeure disponible en option pour les joueurs,. Un orchestre joue certains morceaux mais la plupart ont été enregistrés avec des instruments synthétisés. Un album officiel sort en ligne au Japon le 22 avril 2020. La version physique est retardée jusqu'au 3 juin à cause de la pandémie de Covid-19,.

## Sortie
Le remake de Trials of Mana a été annoncé en juin 2019 lors de l'E3 de cette année-là pour Microsoft Windows, Nintendo Switch et PlayStation 4. Le jeu sort dans le monde entier le 24 avril 2020. La distribution du jeu était un défi pour les développeurs, car elle nécessitait une sortie simultanée en huit langues. Une démo du jeu est publiée sur toutes les plateformes le 18 mars 2020. Dans la démo, il est possible de jouer le début du jeu où le joueur choisit ses personnages et atteint le premier combat de boss. Il permet aussi aux joueurs de transférer ses données de sauvegarde dans le jeu complet. Le jeu original Trials of Mana avait reçu une traduction par les fans avant le développement du remake, et les développeurs s'étaient donné pour objectif à la fois de reconnaître et de surpasser leurs efforts. En octobre de cette année-là, un correctif est publié avec des corrections de bugs et des ajustements, de nouveaux niveaux de difficulté plus élevés et une option de réinitialisation de niveau pour Nouveau jeu +. Une version pour appareils mobiles Android et iOS est annoncée en juin 2021 lors du livestream du 30e anniversaire de la série Mana. Il comprend tout le contenu des versions de console de salon et des bonus de pré-achat qui permettent au joueur d'augmenter les points d'expérience obtenus et le drop d'argent jusqu'au niveau 17. Il sort dans le monde entier le 15 juillet en tant qu'application premium.

## Accueil
La version PlayStation 4 de Trials of Mana est le deuxième jeu le plus vendu au cours de sa semaine de sortie au Japon, à un niveau de 80 383 exemplaires. La version Switch arrive à la troisième place avec 70 114 exemplaires vendus. Dans son bilan fiscal trimestriel après la sortie du jeu, Square Enix déclare que le remake s'est vendu bien au-delà des attentes, et a contribué à la croissance des ventes globales de l'entreprise au cours de cette période. En février 2021, le jeu s'était vendu à plus d'un million d'exemplaires dans le monde. Sur le site Web de critique et d'évaluation Metacritic, les versions PC et PS4 sont bien reçues, tandis que la version Switch récolte des avis plus mitigés.
Le magazine japonais Famitsu note la fidélité de l'histoire à l'original, avec un critique qualifiant les cheminements des différents protagonistes de « charmants ». Kimberley Wallace de Game Informer apprécie la façon dont les histoires des personnages peuvent se croiser, mais estime que l'intrigue est trop rigide et stéréotypée en raison de sa fidélité à l'original. Steve Watts de GameSpot  apprécie les « moments heureux pleins de fantaisie et de bizarrerie » de la série Mana, mais en général n'aime pas le ton et le style du récit et critique sa structure fragmentée. Seth Macy d' IGN a peu à dire sur l'histoire, notant seulement son style très traditionnel. Jordan Rudek de Nintendo World Report estime que l'histoire manque de substance sur certaines partieset Jervon Perkins de RPGamer le qualifie de « très traditionnelle » dans son style. Greg Delmage de RPGFan estime que le remake est supérieur dans la façon dont il dépeint les personnages et en raison de son utilisation du doublage et de la présence de la caméra 3D.
Famitsu fait l'éloge de la révision graphique, mais note peu de différence structurelle par rapport à l'original. Wallace note des défauts de l'Intelligence Artificielle et des problèmes techniques, mais salue généralement sa présentation comme une grande amélioration par rapport au remake de Secret of Mana. Macy apprécie le style graphique, mais note de graves baisses de fréquence d'images sur la version Switch. Perkins fait l'éloge de "l'esthétique brillante et colorée des images", mais note quelques problèmes techniques avec les graphiques contextuels sur PS4. Rudek fait l'éloge de la version Switch en mode TV et en mode portable. Delmage apprécie le style artistique et salue la musique retravaillée, mais estime que les animations limitées nuisent aux dialogues dans les séquences de film. La bande son reçoit des éloges généraux pour son remix des pistes originales,,,,, tandis que le doublage anglais est qualifié au mieux de faible et au pire de mal dirigé,,,.
Famitsu fait généralement l'éloge du système de combat et des rencontres de boss, mais les opinions sont mitigées sur la conception du combat et un critique trouve que l'exploration de la carte est ennuyeuse en raison du manque de découvertes intéressantes. Wallace trouve l'expérience agréable malgré un besoin de grind pour monter de niveau, tandis que Rudek reproche le manque de contenu additionnel malgré les batailles engageantes et la personnalisation. Watts apprécie le système de combat, mais trouve que les conditions pour changer de classe sont difficiles et note que plusieurs éléments tels que les affinités élémentaires liées à des jours particuliers sont inutiles. Macy fait l'éloge des systèmes de combat et de niveau. Perkins trouve que les batailles sont engageantes, mais estime que l'Intelligence Artificielle est terne. Delmage trouve globalement sur le système de combat et l'exploration conviennent, mais pense que le système de changement de classe est plus difficile que celui la version originale. Certains critiques ont négativement cité sa structure linéaire,, et Macy et Famitsu reprochent tous les deux le contrôle difficile de la caméra pendant la bataille,. Les combats de boss sont également salués par la critique. Macy et Perkins citent le nouveau contenu d'après-jeu comme un ajout agréable,.